# Vuoggatjålme
Vuoggatjålme est un village de Suède. C'est la localité où l'on a enregistré l'une des plus basses températures d'Europe à −52,6 °C en 1966 (le record est détenu par Ust 'Schugor près de Petchora dans l'Oural, Russie, à 	−58,1 °C).